# Pălăria, Sîngerei
Pălăria este un sat din cadrul comunei Țambula din raionul Sîngerei, Republica Moldova.